# Negro Matapacos
Negro Matapacos (Preto Mata Policiais em tradução literal)  foi um cão chileno que adquiriu fama devido à sua participação nos protestos de rua em Santiago, Chile, em 2011. Mais tarde tornou-se um símbolo nos protestos chilenos de 2019–2020 como um tipo de resistência à brutalidade policial e à luta pela dignidade, tem muitos grafites e estátuas feitas em sua honra em todo o Chile.
Entre as suas características estavam a sua pelagem preta e o lenço vermelho que era amarrado ao redor de seu pescoço, embora também tivesse um lenço azul e um lenço branco que eram usados pelos estudantes. Seu nome se origina do espanhol negro (preto), mata (matar) e paco, que é gíria chilena para "policial".

## Biografia

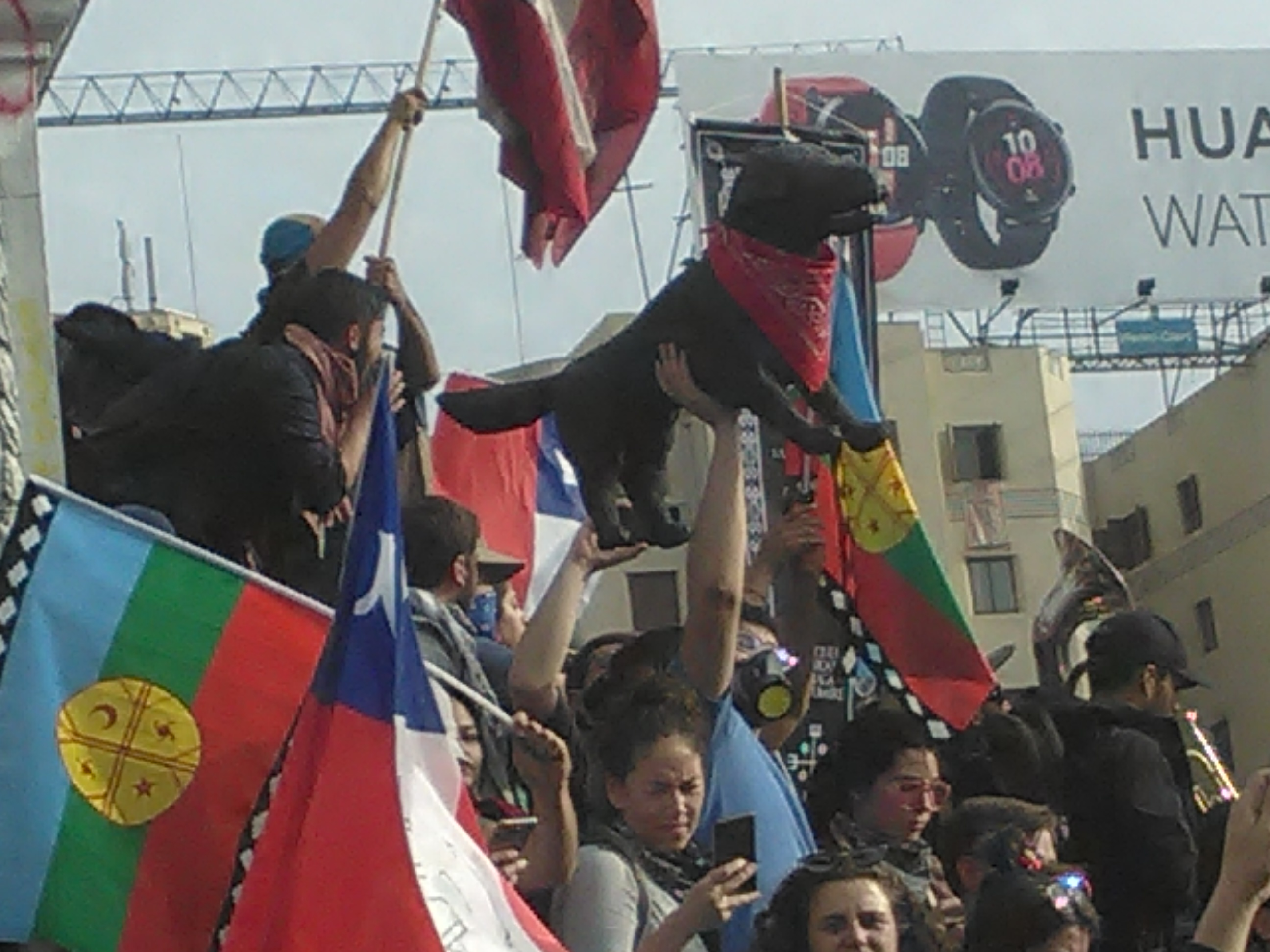
Escultura em papel machê de Negro Matapacos, exposta durante um protesto na Praça Baquedano

O cão ganhou fama entre os círculos universitários de Santiago, principalmente na Universidade de Santiago (Usach), Universidade Tecnológica Metropolitana (UTEM) e na Universidade Central do Chile (Ucen). Durante os protestos estudantis de 2011, Negro Matapacos ficou conhecido e recebeu seu nome por participar de passeatas de rua latindo e ameaçando os "pacos", gíria usada no Chile para se referir aos membros dos Carabineros de Chile, a polícia uniformizada local, o que gerou simpatia entre os manifestantes. Ele continuaria suas aparições em manifestações ao longo da década, ganhando fama entre estudantes e cidadãos que tiravam fotos do cão e as compartilhavam em redes sociais, gerando até mesmo um perfil dedicado ao Negro Matapacos no Facebook.
Embora o Negro Matapacos tivesse sido considerado um cão de rua, devido a sua presença em diferentes campus universitários e ruas de Santiago, ele estava sob os cuidados de María Campos, residente da Rua García Reyes na comuna de Santiago, localizada a poucos quarteirões da Usach pela Alameda. María o adotou em 2009 e cuidou dele, o alimentou, tinha uma cama para ele em sua residência, amarrava os lenços que ele usava em seu pescoço e também lhe dava uma bênção antes dele sair para a rua. De acordo com sua participação em manifestações de rua, vários meios de comunicação também o chamaram de "Loukanikos chileno", devido a suas semelhanças com o cão que ficou famoso durante os protestos na Grécia entre 2010 e 2012. Houve pelo menos dois incidentes nos quais foi ferido: uma briga com outro cão na UTEM, e outra ocasião em que foi atropelado por um veículo policial, sendo tratado na Universidade Alberto Hurtado.
Negro Matapacos morreu em 26 de agosto de 2017 de causas naturais, assistido por veterinários e seus cuidadores. Várias fontes mencionam que no momento de sua morte ele havia deixado para trás 32 filhotes de cachorro com 6 cadelas diferentes.

## Referências culturais

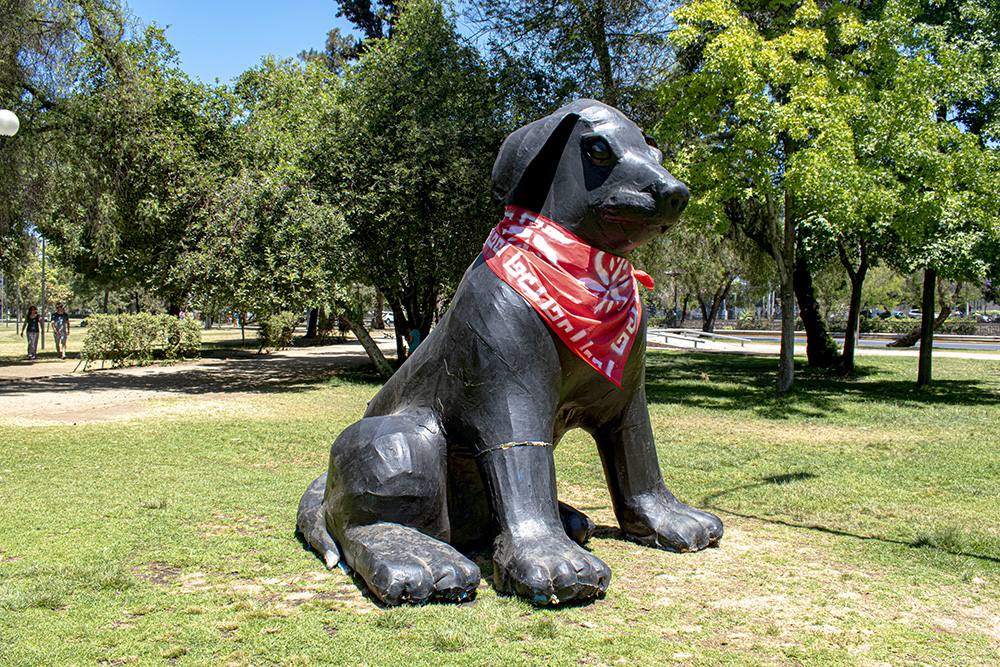
A estátua em papel machê que foi destruída na Plaza a la Aviación, 2019

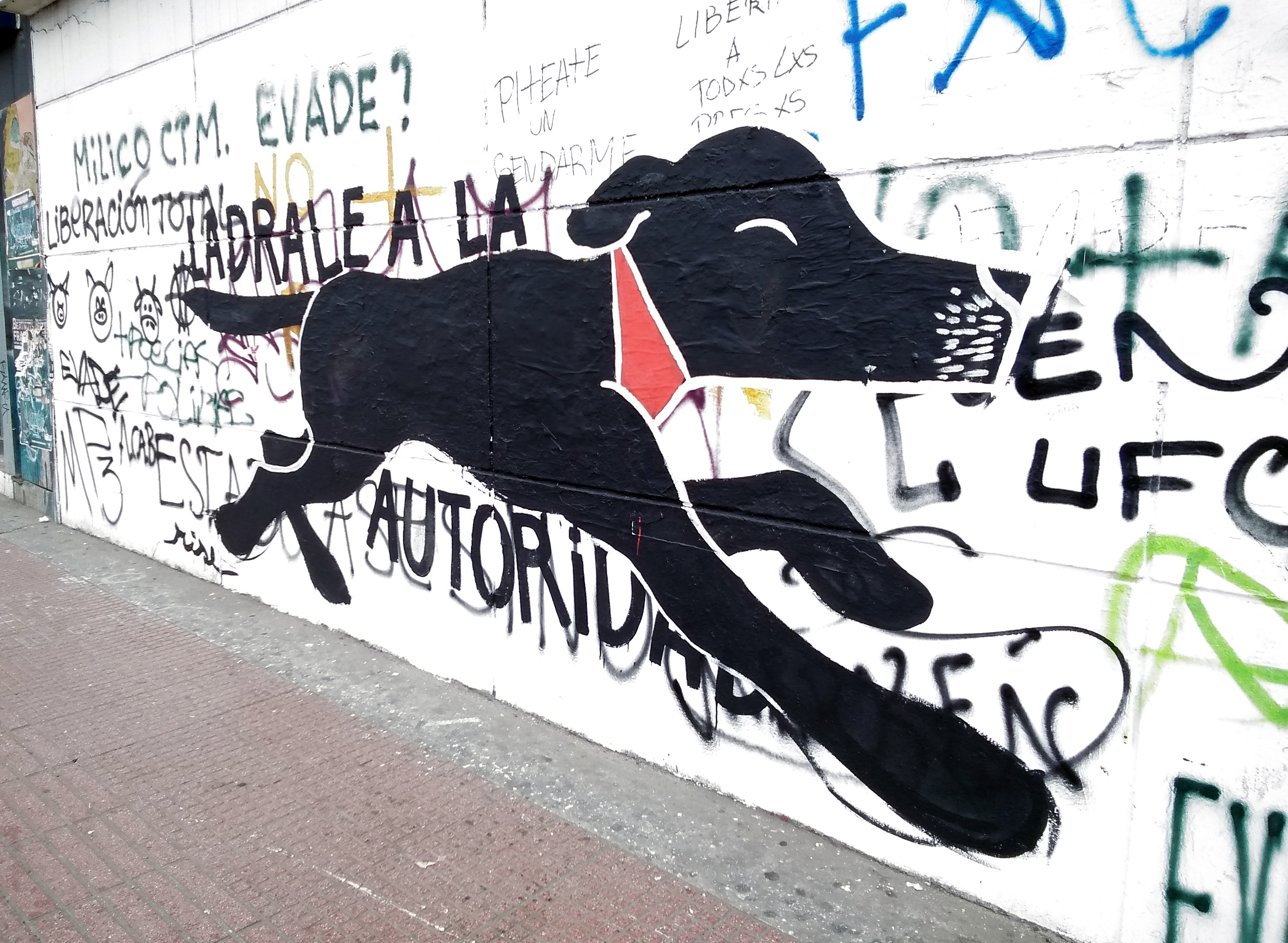
Mural em La Cisterna, Chile